# 勝沼信友
勝沼 信友（かつぬま のぶとも）は、戦国時代の武将。甲斐武田氏の一族で、武田信虎の同母弟。武田信玄（晴信）の叔父にあたる。

## 生涯
武田氏の第14代当主・武田信縄の子として生まれる。生母は信縄の正室である崇昌院とされている。安芸守を受領名として称したと言われるが、当時の史料から確認はできない。
永正4年（1507年）には父の信縄が死去し武田宗家は兄の信直（信虎）が継ぐ。初見史料は甲斐都留郡岩殿七社権現（山梨県大月市）の棟札で「武田左衛門大夫信友」として見られるほか、石橋八幡神社の棟札にも名前が見られる。信直は郡内の有力国衆であった小山田氏を服従させている。その際、分立年代は不詳だが信友は小山田氏の備えとして東郡勝沼郷（甲州市勝沼町）を領し「勝沼」姓を称しており、勝沼には戦国期の城館と伝わる勝沼氏館跡が残り、国の史跡に指定されている。
『勝山記（妙法寺記）』天文4年（1535年）8月22日記事によれば、信虎が甲斐南部の河内領万沢口において駿河の今川氏輝と争った際に、今川氏支援のため郡内へ侵攻した相模の北条氏綱との山中湖畔における合戦で討死した（山中の戦い）。

### 混同
- 死後、家督は嫡子の信元が継いでいるが、勝沼には親類衆の府中今井氏の今井信甫が入部して勝沼今井氏となり、勝沼氏は信友の家系には相続されなかった[3]。また、信友の娘とされる理慶尼は信友の娘ではなく、勝沼今井氏の出自で今井信甫の母とされており（『引導院日牌帳』）、信友の子女に関しては勝沼今井氏との混同の可能性も指摘されている[3]。

- 『甲陽軍鑑』によれば、永禄3年（1560年）11月には「かつぬま五郎殿」が越後国の上杉謙信の調略に応じて謀反を起こし成敗された事件が記されているが、『甲陽軍鑑』では「かつぬま五郎殿」を勝沼今井氏の存在を想定せずに勝沼信元のこととしているが、永禄3年以降に勝沼今井氏の消息が見られないことからも、今井信甫の子・信良（安芸守）を指しているとする説もある。

## 関連作品
- 風林火山（2007年、NHK大河ドラマ、演：辻萬長）

小説
- 虎の牙（2017年、講談社、武川佑)